# Duševni procesi
Duševni procesi so vsi notranji (se pri človeku posledično kažejo navzven pri vedenju, vendar jih neposredno ni moč opaziti) procesi, ki potekajo v nekem določenem časovnem zaporedju, ter ponavadi vodijo k določenem izidu. V psihologiji poznamo/delimo duševne procese na čustvene, motivacijske ter spoznavne (kognitivne). Kognitivni procesi se nato delijo se na občutenje in zaznavanje, učenje ter mišljenje. Duševni procesi se kažejo tudi navzven pri vedenju ali obnašanju.